# سوخونیتسه
سوخونیتسه (به لاتین: Suchonice) یک منطقهٔ مسکونی در جمهوری چک است که در ناحیه اولومووتس واقع شده‌است. سوخونیتسه ۳٫۴۵ کیلومتر مربع مساحت و ۱۷۷ نفر جمعیت دارد و ۳۰۱ متر بالاتر از سطح دریا واقع شده‌است.